# 第5軍 (德國國防軍)
第5军（德語：V. Armeekorps）是二战期间德国國防軍陆军的一个军。它參與了德國在東線和西線的歷次戰役，最初作為納粹德國南方集團軍第17軍團下的一個軍級軍團成立，後在1944年克里米亞攻勢期間與第17軍團下屬其他部隊一同被蘇軍整建制俘虜。1945年，納粹德國又成立第5軍，但重建的第5軍最後在哈爾伯戰役中遭受毀滅性打擊，殘部悉數向盟軍投降。